# Mama Never Told Me
A Mama Never Told Me című kislemez az amerikai Sister Sledge 1973-ban megjelent kislemeze, mely albumra nem került fel, és csupán az Egyesült Királyság kislemezlista 20. helyéig jutott. Ez volt az első daluk, mely slágerlistás helyezést ért el. A dalt 1975-ben is megjelentették 7 inches kislemezen az Atco és Atlantic Records kiadóknál. Ez volt az egyetlen dal, melyet Tony Bell, és Phil Hurtt írt a csapat számára.

## Számlista
7" kislemez
 Németország (Atlantic 10619) 

 Egyesült Államok (Atco 45-6940)
1. "Mama Never Told Me" - 3:19
2. "Neither One Of Us (Want's To Be The First To Say Goodbye)" - 4:25

7" kislemez - Promo
 Egyesült Királyság (Atlantic K 10375)
1. "Mama Never Told Me" - 3:19
2. "Neither One Of Us (Want's To Be The First To Say Goodbye)" - 4:25

## Slágerlistás helyezések
| Slágerlista (1973) | Legmagasabb helyezés |
| ------------------ | -------------------- |
| Egyesült Királyság | 20                   |

## Külső hivatkozások
- A dal az Allmusic.com oldalon[1]
- Dalszöveg[6]
- Hallgasd meg a dalt[7]